# Münchner Umweltpreis
Der Münchner Umweltpreis wird seit 1995 jährlich von der Stadt München verliehen.
1994 beschloss der Münchner Stadtrat besondere Leistungen auf dem Gebiet des Umweltschutzes in München auszuzeichnen. Dafür wurden der Umweltpreis, der Öko-Design-Preis und der Energiepreis ins Leben gerufen. 1999 wurden alle 3 Auszeichnungen zum Münchner Umweltpreis zusammengelegt. Ab 2011 wurde der Preis mit 10.000 Euro dotiert.

## Auswahlkriterien
Für die Auszeichnung kommen Betriebe, Unternehmen, Designer, Architekten, Handwerker und Personen in Frage, die erfolgreich Projekte im Bereich Umwelt- und Klimaschutz in München durchführen.

## Preisträger
- 1994:  Bosch-Siemens-Hausgeräte, Krauss-Maffei, Hofpfisterei, Rudolf Wöhrl AG
- 1995: Achatz Wärmetechnik, BTA Biotechnische Abfallverwertung, Meisterschule für das Schreinerhandwerk, Siemens (Standort Hoffmannstraße)
- 1996: Gärtnerei Alois Brandl, Bayerische Vereinsbank, März Fashion Group, MAN Nutzfahrzeuge, Platzl Ringhotel München
- 1997: ALTOP Verlags- und Vertriebsgesellschaft, oeco capital Lebensversicherung AG, Klüber Lubrication, Studiosus Reisen
- 1998: Deutscher Lloyd Versicherungen, Fritz's Mühlenbäckerei, IWIS-Ketten, Knorr-Bremse
- 1999: Osram, ökom research AG, Arbeitskreis Münchner Finanzinstitute
  - Energiepreis: Regine Metz, Gerlicher Umweltschonende Energiesysteme
  - Öko-Design-Preis: Eva und Theo Peter, Matthias Kroitzsch
- 2000: Städtisches Krankenhaus Neuperlach
  - Energiepreis: Buttner & Asbeck „Effiziente Lichtsysteme“,  Willi Kirchensteiner
- 2001: Paulaner Brauerei
- 2002: Öko-DesignPreis: NL-Architects, Patrick Scholl
- 2003: BMW, Knorr-Bremse, Arbeitskreis Energie Agenda 21 Hadern
- 2004: Albert-Einstein-Gymnasium
- 2005: Nest Passivhaus, Vereinsbank Victoria Bauspar, Wolfgang Ständer
- 2006: Gudrun Huber
- 2007: Rita Rottenwallner, kd&h; am 19. September 2017 gab Rottenwallner bekannt, dass sie aufgrund ihrer Verärgerung über einen Beschluss der Stadt München, das Bio-Siegel mit dem „Qualität aus Bayern“-Siegel gleich zu stellen, den Preis zurückgebe.[2]
- 2008: Angelika Bachmann, Jonas Bergmiller, Klaus Blanc, Winfried Eckard, Münchner Innung Spengler, Sanitär- und Heizungstechnik
- 2009: Umweltnetz München Ost, oekom verlag, Marion Loewenfeld
- 2011: Ursula Schleibner, Magda Höfling, Taxi Center Ostbahnhof, Kuno Kübler[3]
- 2012: Jens Mittelsten Scheid, Dr. Solveig Tietz, Bäckerei Ludwig Neulinger
- 2013: Schweisfurth Stiftung, Dr. oec. troph. Karl von Koerber, TURTLEBOX GmbH, hinterher.com
- 2015: BAM Original (Bambus-Fahrrad in Eigenbau), Prof. Dr. Gerhard Berz, Studienrat Siegfried Grob
- 2019: rehab republic e.V., Städtisches Adolf-Weber-Gymnasium München[4]
- 2023: Foodsharing München e.V., Lastenradl München e.V., CasaNova Projekt/Zukunftswerkstatt Neuhausen[5]